# Amélie-les-Bains-Palalda
Amélie-les-Bains-Palalda (em catalão:  Els Banys i Palaldà) é uma comuna francesa na região administrativa da Occitânia, no departamento dos Pirenéus Orientais. Estende-se por uma área de 29.43 km², com 3.503 habitantes, segundo o censo de 2018, com uma densidade de 120 hab/km².